# Peridaedala
Peridaedala là một chi bướm đêm thuộc phân họ Olethreutinae trong họ Tortricidae.

## Các loài
- Peridaedala algosa (Meyrick, 1912)
- Peridaedala archaea Diakonoff, 1953
- Peridaedala beryllina (Meyrick, 1925)
- Peridaedala chlorissa (Meyrick, 1912)
- Peridaedala crastidochroa Diakonoff, 1953
- Peridaedala dendrochlora Diakonoff, 1968
- Peridaedala enantiosema Diakonoff, 1983
- Peridaedala hagna Diakonoff, 1948
- Peridaedala hierograpta Meyrick, 1925
- Peridaedala japonica Oku, 1979
- Peridaedala melanantha Diakonoff, 1968
- Peridaedala physoptila Diakonoff, 1968
- Peridaedala prasina Diakonoff, 1953
- Peridaedala stenoglypha Diakonoff, 1968
- Peridaedala thesaurophora Diakonoff, 1983
- Peridaedala thylacophora Diakonoff, 1968
- Peridaedala tonkinana Kuznetzov, 1988
- Peridaedala triangulosa Diakonoff, 1983